# Chapadmalal
Chapadmalal es una localidad del partido de General Pueyrredón, provincia de Buenos Aires, Argentina. Se ubica en la costa atlántica de la provincia de Buenos Aires.

## Población
Cuenta con 4112 habitantes (Indec, 2010), lo que representa un incremento del 108% frente a los 1971 habitantes (Indec, 2001) del censo anterior.
| Gráfica de evolución demográfica de Chapadmalal entre 1960 y 2010 |
|                                                                   |
| Fuentes: INDEC                                                    |

## Historia
El 28 de junio de 1837, el Gobierno otorga escritura de venta a la testamentaria de Pedro Trapani de 12 leguas cuadradas entre la Laguna de los Padres, la costa del mar, el Arroyo Las Brusquitas y el campo de Ladislao Martínez. Es este el primer plano con los tres límites, que se mantienen del territorio de Chapadmalal.
Pedro Trapani es de los primeros pobladores blancos de esta zona (1816), como lo certifica la denuncia que realiza el 1.º de diciembre de 1827 en el Departamento Topográfico.
La posesión real de estas tierras era, por derecho propio, del Cacique Negro II o Llampilco, puelche según D'Orbigny y tehuelche para Rosas, quien había reclamado para sí una amplia zona que abarcaba desde el Rincón del Tuyú hasta pasando las Sierras del Volcán, entre 1791 y 1806, cuando mantenía buenas relaciones con la autoridad colonial de Buenos Aires.
El 21 de mayo de 1819, el cacique vende las tierras en Bahía Blanca a Lorenzo López, sin la documentación que acreditara su titularidad, por trueque de provisiones y dinero, en una venta certificada en un papel de cartas, escrito a lápiz.
En 1827 la Sociedad Rural, quien ya poseía una estancia en el lugar —con puesto y pulpería— sobre los arroyos Lobería y Las Brusquitas, le compra a Lorenzo López las 12 leguas de tierra en el Rincón de Lobos, lo que determina numerosos incidentes con Pedro Trapani y sus sucesores, consecuencias de los cuales el Departamento Topográfico no reconoce la transacción de Lorenzo López con la Sociedad Rural.
El 9 de enero de 1839, ante el Escribano Marcos Leonardo Agrelo, los albaceas de la Sucesión de Pedro Trapani (fallecido éste le sucede como heredera su madre: Doña Jacinta Castellanos), José Juan Larramendi y Manuel José García venden a Augusto Favier (Pte. de la Sociedad Rural), en $ 212.000, las 12 leguas más hacienda vacuna, yeguas, caballos, potros y redomones.
27 de febrero de 1868, resuelta el área de tierras, mensura del Agrimensor Germán Kuhr: 237.067 ha, se venden las fracciones no vendidas antes, por los martilleros Balbín y Plowes, en Buenos Aires.
Con el dominio de la tierra perfeccionado, con límites precisos, las 237.067 ha se dividen en 107 campos de variadas áreas. Los campos 96 al 107 conformarían Chapadmalal, un área de 24.617 ha, plano de mensura y subdivisión de la Estancia Chapadmalal, de 15 de marzo de 1887, agrimensor Federico Gómez Molina.
A partir de la asunción de Juan Domingo Perón se desarrolló un emprendimiento dependiente de la Fundación Eva Perón, formó parte de la política justicialista de Turismo Social (1945/1955).
La política social y económica de Juan Perón, se caracterizaría por nacionalizar las empresas extranjeras (estatiza la Unión Telefónica, las Compañías de luz y de Gas, y en 1948 los FF.CC. ingleses). En Mar del Plata se expropian las tierras de Zubiaurre y se crea el paseo de Laguna de los Padres y el fraccionamiento de Sierra de los Padres, la antigua zona de las reducciones jesuíticas del siglo XVIII. Se nacionaliza el juego y se expropian el Casino y el Club Mar del Plata.
Más tarde se inicia el turismo social. Se construye la Colonia de Chapadmalal y se expropia la lujosa confitería Normandie en Playa Grande, que luego sería la sede del INIDEP y que finalmente quedaría abandonada. También se expropian los chalets y hoteles del paseo Jesús de Galíndez y los gremios adquieren los principales establecimientos hoteleros de la ciudad. Mar del Plata se adapta a los cambios y crece vertiginosamente.
El estado de abandono de los viejos hoteles de la Unidad Turística Chapadmalal, levantados durante la presidencia de Juan Domingo Perón en 1947, llevó a las autoridades de la Secretaría de Turismo de la Nación a diseñar un rápido plan de obras de recuperación en 5 de las 8 unidades hoteleras de Chapadmalal (y 3 de la Unidad Turística Embalse, en la provincia de Córdoba. El lugar estaba dejado y abandonado, y su mantenimiento significaba un gasto enorme y desproporcionado para la Nación: podría haber ahorrado 64 millones de pesos entre 1991 a 2000. La contratación se adjudicó en $ 15 / día / pax.
- Se hicieron arreglos en: infraestructura, accesos para discapacitados, servicios sanitarios y gastronómicos, y espacios para recreación. Con la plata ahorrada se invertirán 1.200.000 pesos anuales para la recuperación total: se arreglará el resto de los hoteles, el polideportivo, el lago, se parquizará y se señalizará toda la zona. Chapadmalal debe recuperar el prestigio perdido en la década de 1990. Estima la Secretaría de Turismo, que cada seis días ingresarán a los hoteles 6.000 personas. La idea es convertir al lugar en centros de hospitalidad, deporte y ciencias. Así, cada unidad contará con un equipo de nutricionistas y se harán análisis y control bromatológico de alimentos, se renovará y ampliará la prestación de servicios médicos y odontológicos. Además actividades culturales y deportivas, se harán viajes de estudio para chicos y jóvenes de distintos niveles escolares
- Se podrá visitar la Unidad Presidencial de Chapadmalal
- Chapadmalal, junto a Mar del Plata, fue elegida como sede para las finales de los Juegos Nacionales Evita 2007.

## Estadio Polideportivo
El Estadio Polideportivo de 80 metros de largo, 55 de ancho y 15 de altura fue subsede de estos Juegos Panamericanos. Tiene una capacidad para 2.000 espectadores sentados. Este nuevo complejo fue construido para esta edición de los Juegos Deportivos Panamericanos y en ella se llevaron a cabo las competencias de gimnasia deportiva, artística y judo.

## Playas y balnearios

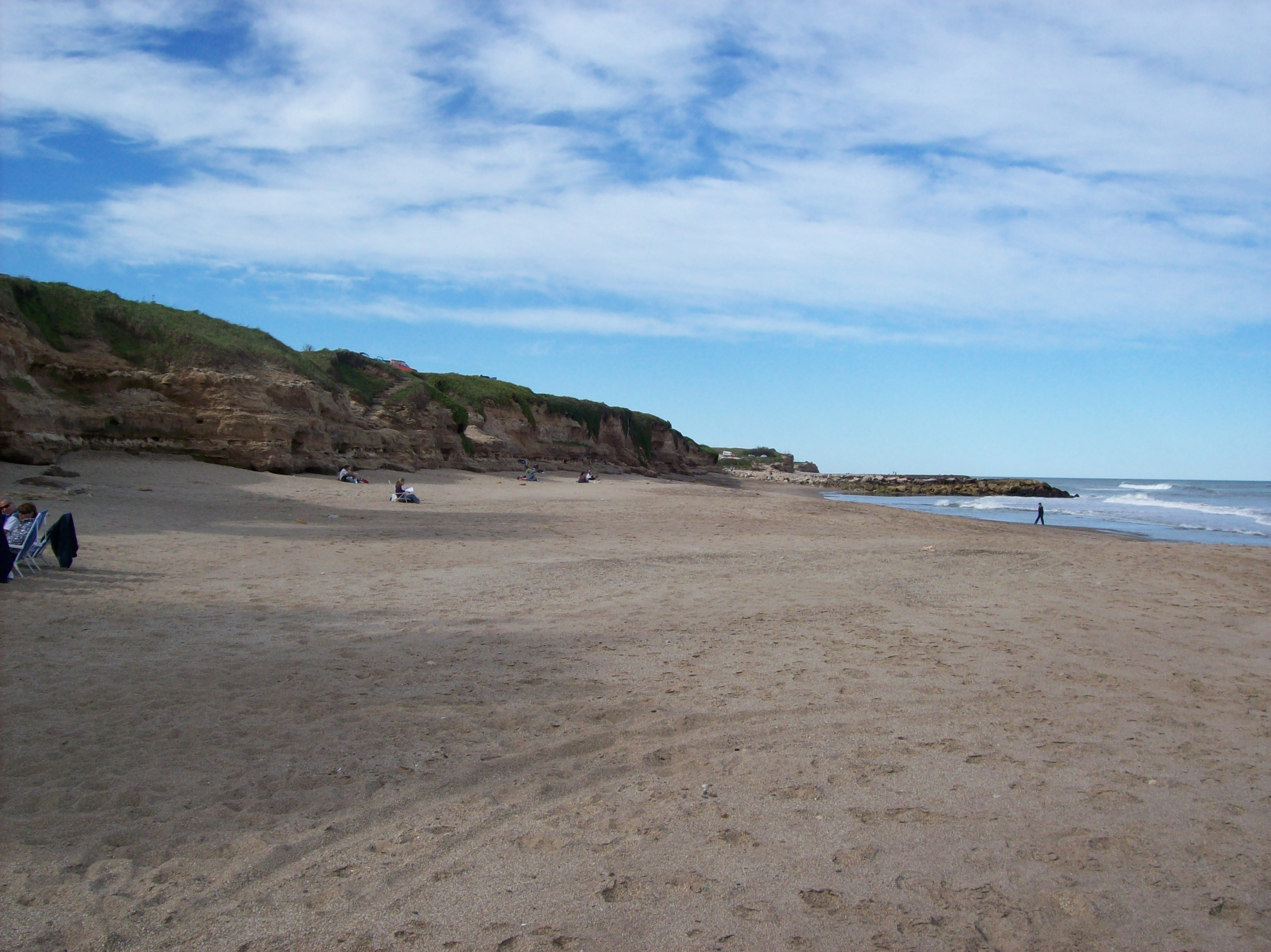
Balneario de Chapadmalal, muy cerca de Mar del Plata.

Playas de San Eduardo del Mar
Playa de la Virgen
Playa Naturista
Playas de los Hoteles de la Nación
Playa Redondo
Playa Santa Isabel
Balneario Las Brusquitas
Balneario Manantiales Club de Mar
Balneario Cruz del Sur
Balneario RCT Siempre Verde
Balneario RCT Arameo
Balneario Luna Roja
Barranca de los Lobos
Balneario Rocio del mar/Paradise

## Galería de fotos

Chapadmalal se caracteriza por su tranquilidad y ambientes naturales, con escasas edificaciones y comercios.
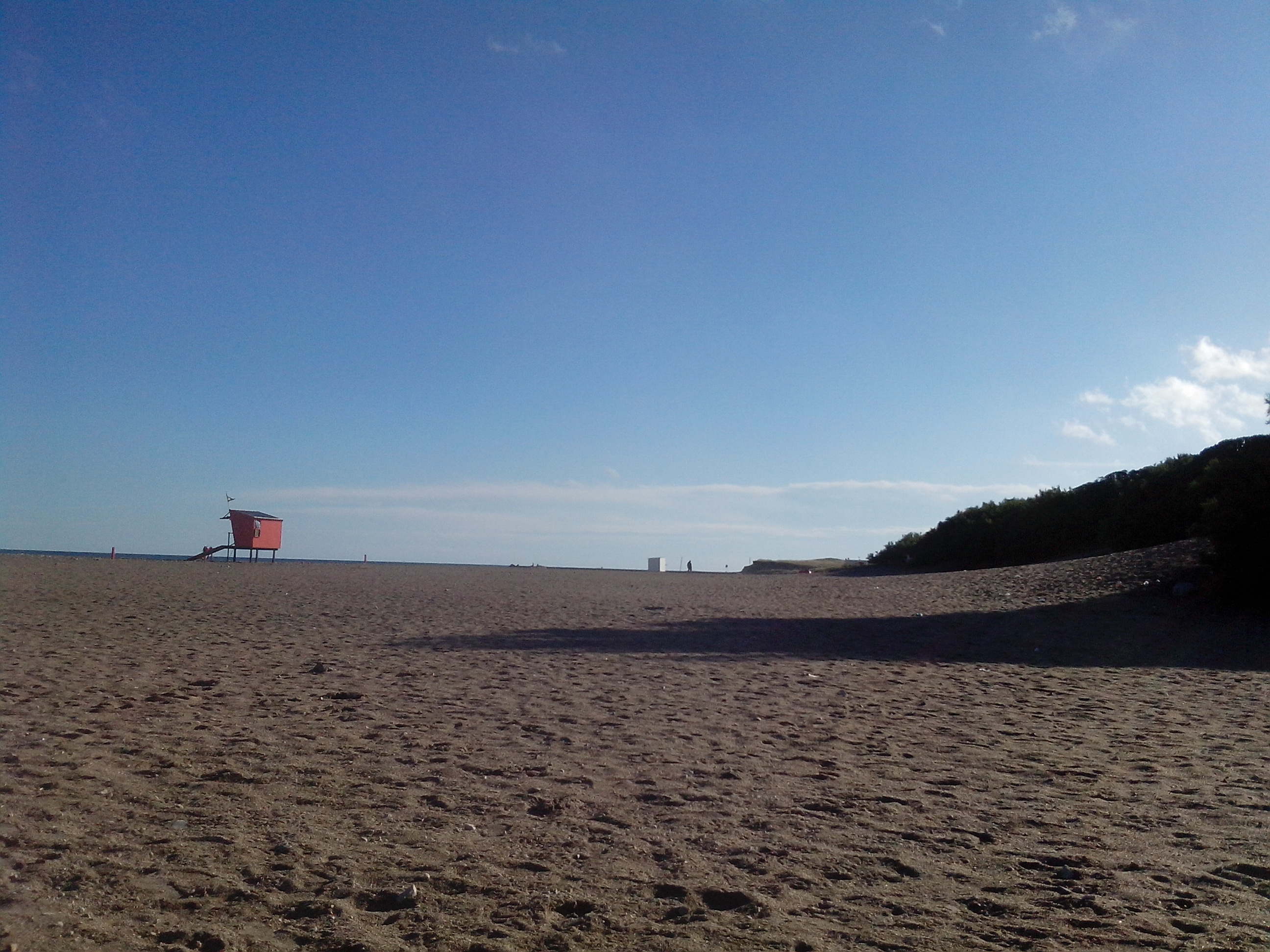
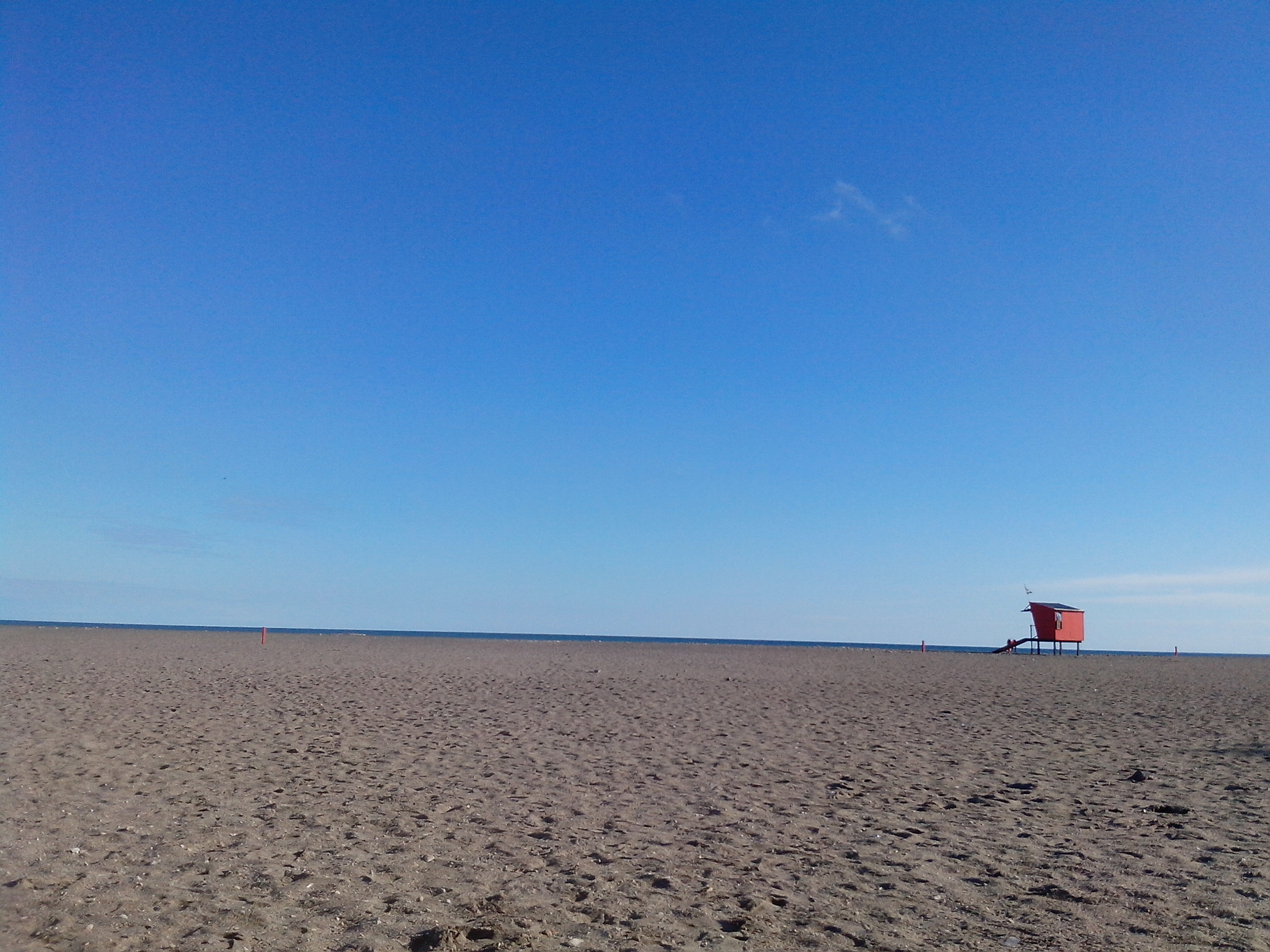
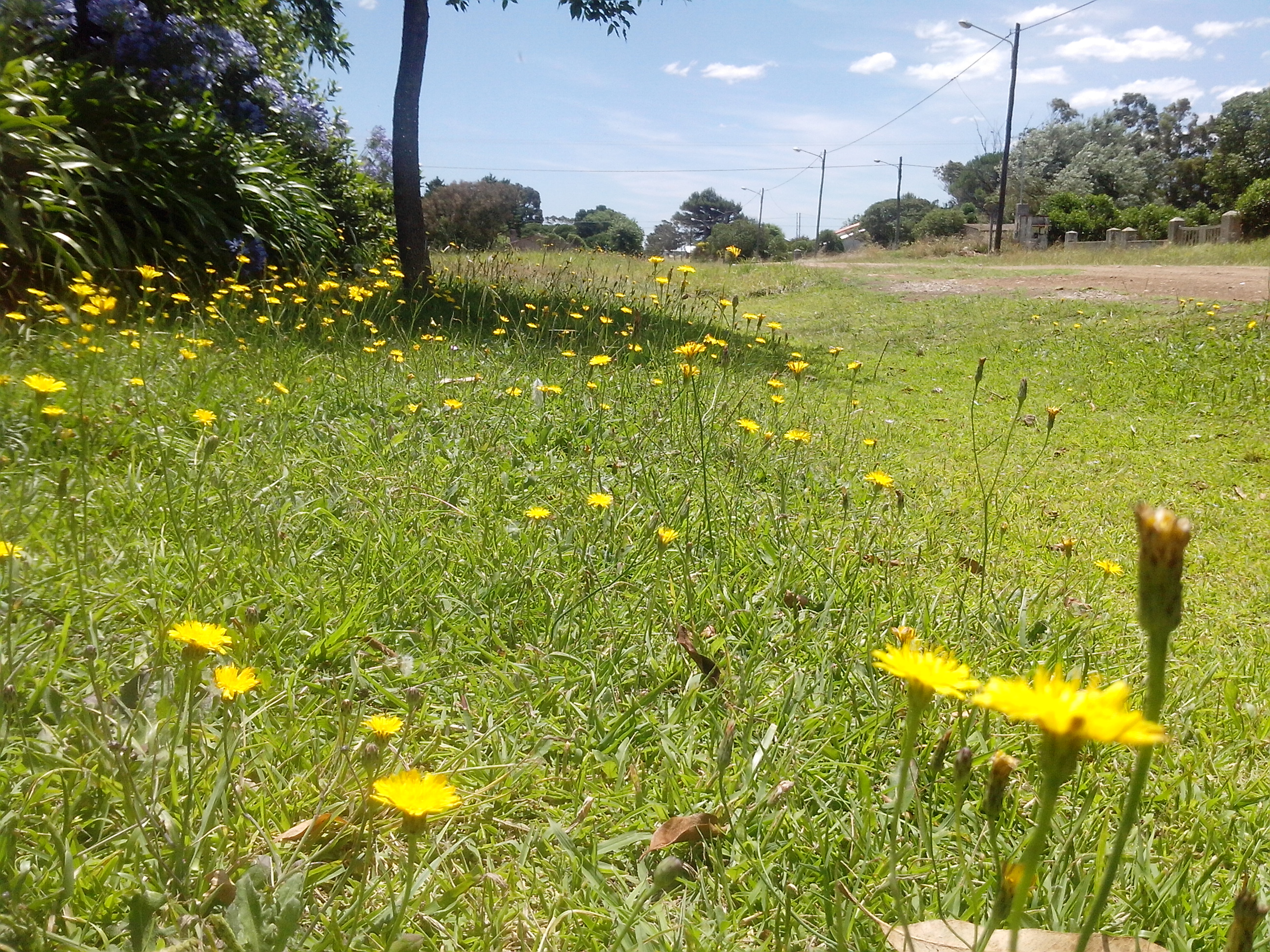
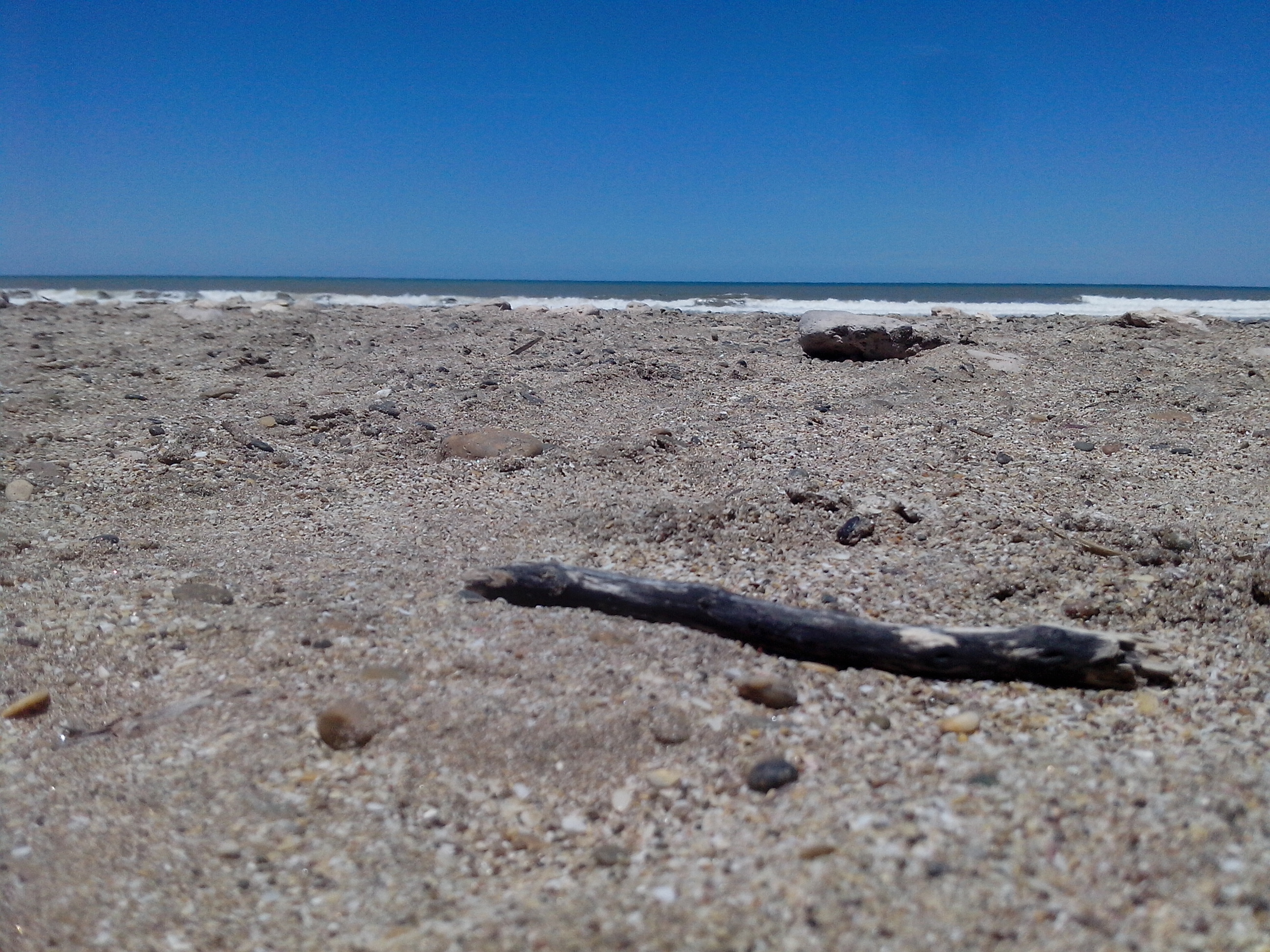
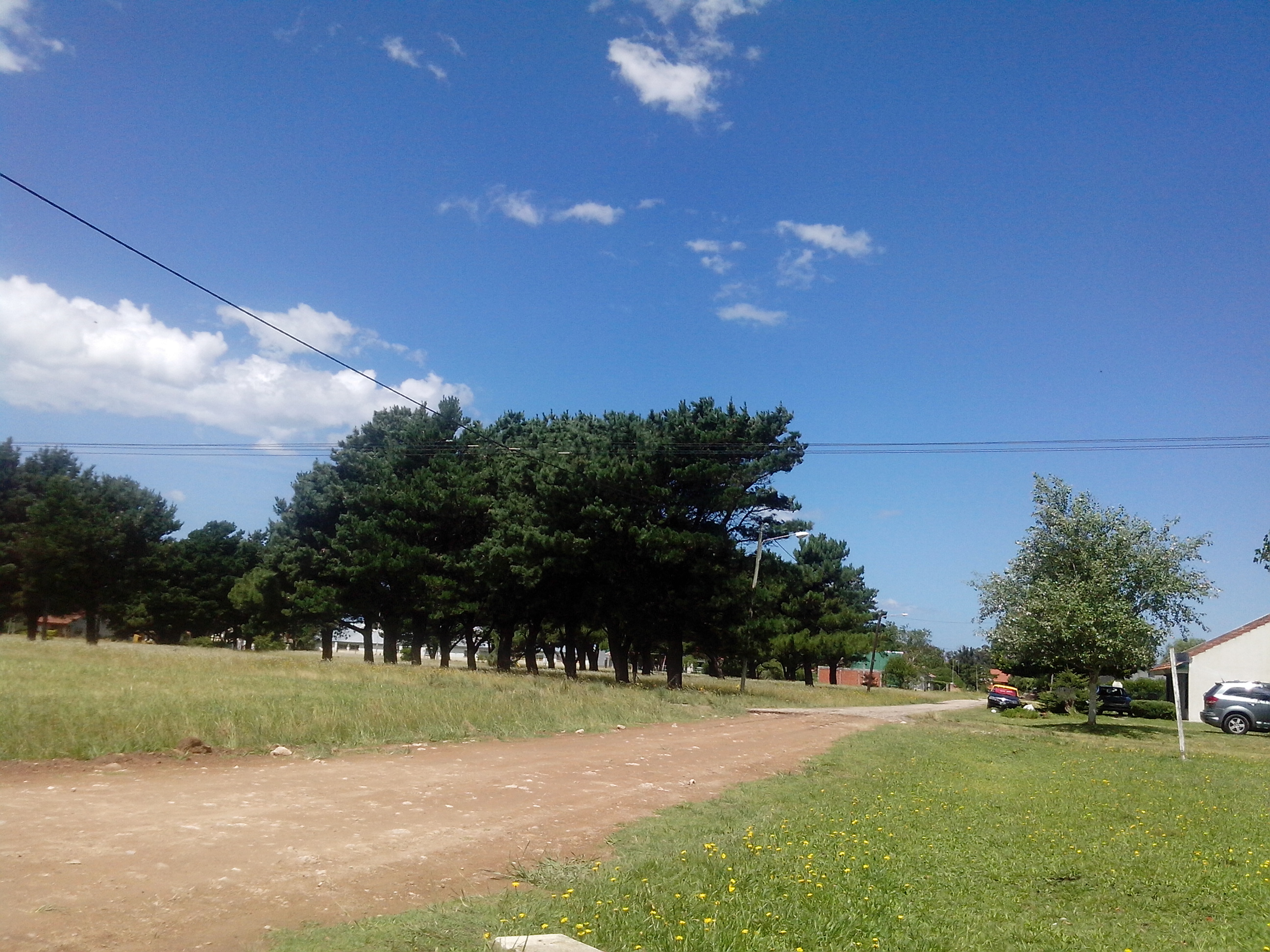
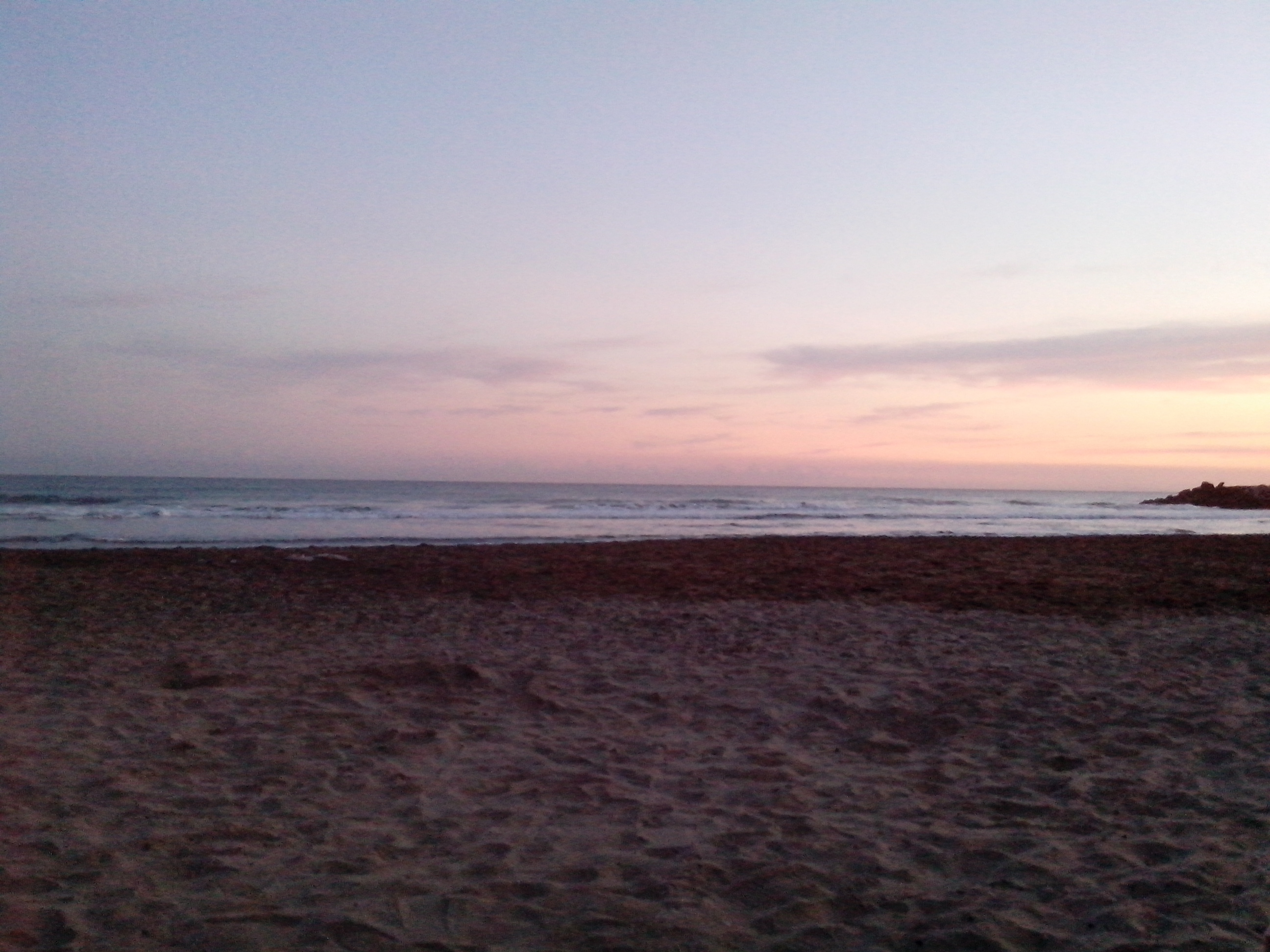

- Archivo:Playa_en_Chapadmalal.jpg
- Archivo:Playa_de_Chapadmalal,_barrio_San_Eduardo.jpg
- Archivo:Calles_del_barrio_San_Eduardo,_localidad_de_Chapadmalal.jpg
- Archivo:Playa_de_Chapadmalal.jpg
- Archivo:Plaza_en_el_barrio_San_Eduardo,_localidad_costera_de_Chapadmalal.jpg
- Archivo:Atardecer_playa_Chapadmalal.jpg